# Tharra serrata
Tharra serrata är en insektsart som beskrevs av Nielson 1975. Tharra serrata ingår i släktet Tharra och familjen dvärgstritar. Inga underarter finns listade i Catalogue of Life.